# ふじみやみすず
ふじみや みすず（3月3日 - ）はフリーの女性イラストレーター 、原画家、漫画家。血液型O型。
同人サークル「UNISEX BLEND」を主宰（現在、活動休止中）。また、1998年まで「さくらめーる」名義で活動、「MIDNIGHT GARDEN」を主宰していた。

## 主な漫画作品
- AIRアンソロジーコミック（ラポート）
- ラグナロクオンラインアンソロジーコミック（宙出版）

## 主な原画担当作品
ストーンヘッズ
- 女郎蜘蛛 〜呪縛の牝奴隷達〜
  - 女郎蜘蛛 〜真伝〜
- My Girl（シナリオも担当）
- Nails

## 原画集
- さくらめーる原画集―MyGirl・Nails・女郎蜘蛛（パラダイム）